# 서울형 어린이집
서울형 어린이집은 대한민국의 어린이집 형태 중 하나이다. 또한 서울형 어린이집은 서울특별시가 일정한 조건과 기준을 갖춘 보육 시설을 지정하여 지원한다.

## 지원 내용
시설장에게는 80%[국공립3호봉수준, 단 개인호봉에 따름], 영아반 교사에게는 80%, 유아반 교사30%, 취사부에게는 100%(현원21인이상시설) 인건비를 지원해주며, 기타운영비로 평균 보육료의 10%를 지원하며 기관보육료를 제외한 금액을 지원받게 된다. 이 밖에, 서울형 어린이집의 유아 보육료는 국공립 시설 보육료 수준으로 인하된다.